# Samsung Galaxy S23
Les Samsung Galaxy S23,,, Samsung Galaxy S23+, Samsung Galaxy S23 Ultra, et Samsung Galaxy S23 FE sont des smartphones de type phablette fonctionnant sous Android, fabriqué et vendus par Samsung Electronics en 2023, modèles de la 14e génération de la série haut de gamme des Galaxy S, annoncés le 1er février 2023.

## Caractéristiques
Avec un écran Super AMOLED de 6,1 pouces, il a aussi une définition Full HD+ avec un taux de rafraîchissement de 120 Hz. Pourvu d'un écran incurvé, le S23 Ultra reprend le design du modèle précédent.
Samsung abandonne les processeurs Exynos pour ses futurs smartphones, il ajoute 8 Go de mémoire vive et 128 Go ou 256 Go de stockage. La capacité de la batterie est de 3900 mAh, pour le Galaxy S23. L'appareil dispose d'une charge de 25 W en filaire et d'une recharge sans fil à 15 W. Il possède un capteur principal de 50 mégapixels, un ultra grand-angle de 12 mégapixels, un téléobjectif de 10 mégapixels et une caméra,, de 10 mégapixels.
Il tourne avec la surcouche One UI 5.1. Le Galaxy S23+ a une caméra de 50 mégapixels et un stockage 256 Go ou 512 Go ; les deux ont la même la mémoire vive de 8 Go, une batterie de 4700 mAh et le Galaxy S23 Ultra a un stockage de 128 Go, 256 Go ou 1 To, une mémoire vive de 8 Go ou 12 Go, une batterie de 5000 mAh et 200 mégapixel.

## Galaxy S23 FE
Une variante FE est également proposée.
Positionné au milieu de gamme, le S23 FE est légèrement plus grand que le S23+, bien que le gabarit de son écran soit à mi-chemin entre celui du S23 et celui du S23+. Ayant une allure plus rectangulaire que les S23 de base, le S23 FE a également des bords moins arrondis, asymétriques et plus larges que ceux du modèle de base et le téléphone est plus épais. Par ailleurs, contrairement aux autres S23 qui sont équipés de Gorilla Glass Victus 2, le dos et le verre de couverture sont faits d'un Gorilla Glass 5, plus ancien. Le S23 FE est également dépourvu d'un cadre métallique.
Le S23 FE est aussi équipé d'un processeur Exynos 2200 comme le Samsung Galaxy S22. Situé en bas de l'écran, le capteur d'empreintes digitales à ultrasons du S23 est remplacé par un capteur optique sur le S23 FE,.

## Galerie

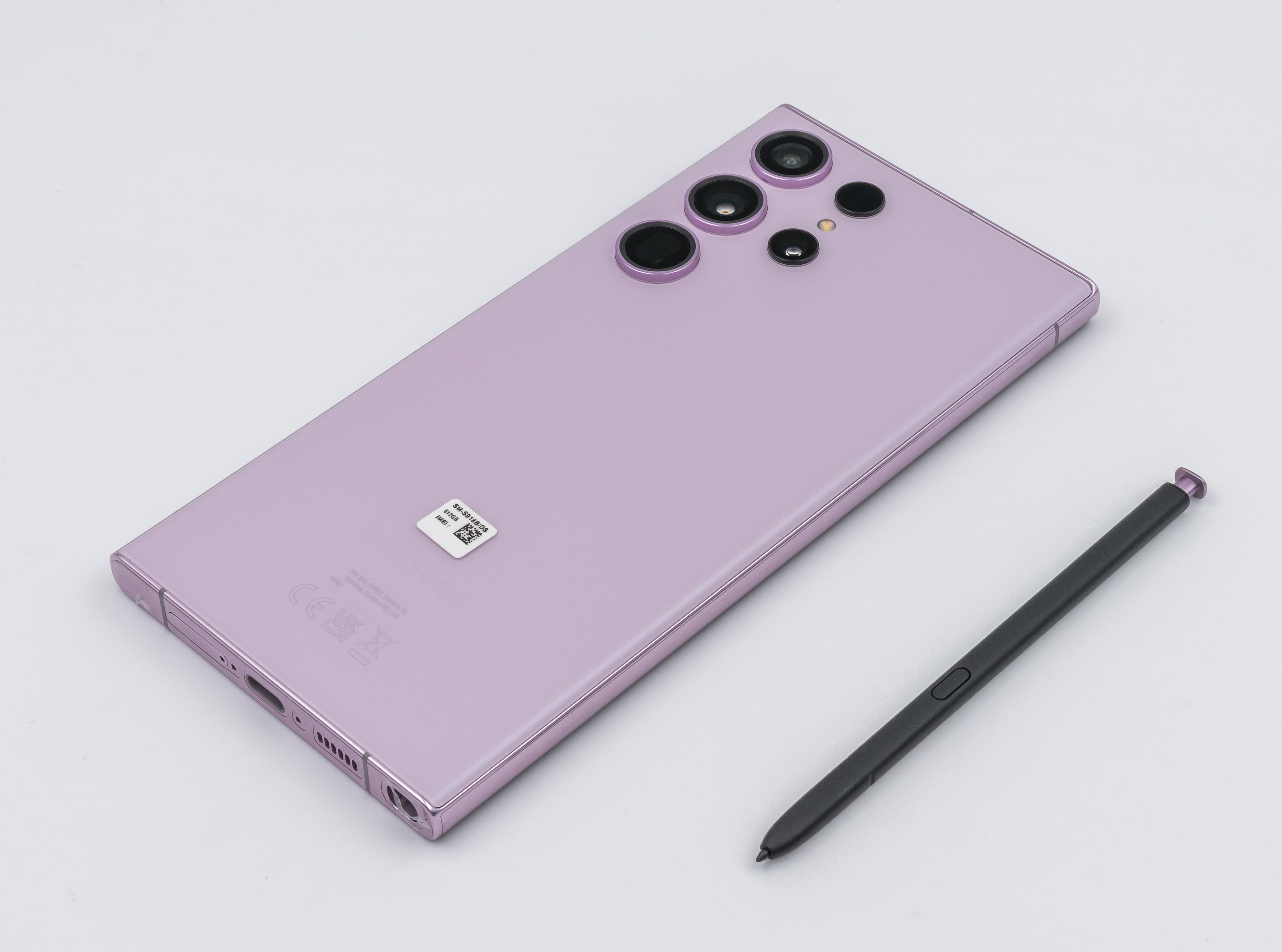
Le S23 Ultra.
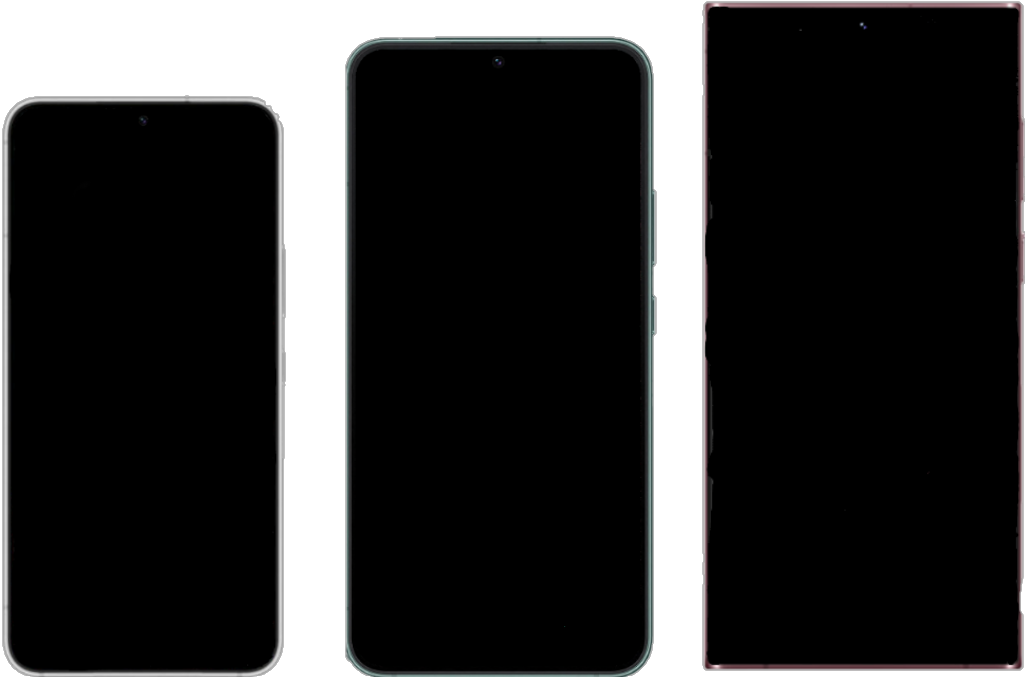
Les 3 versions : S23, S23+ et S23 Ultra.
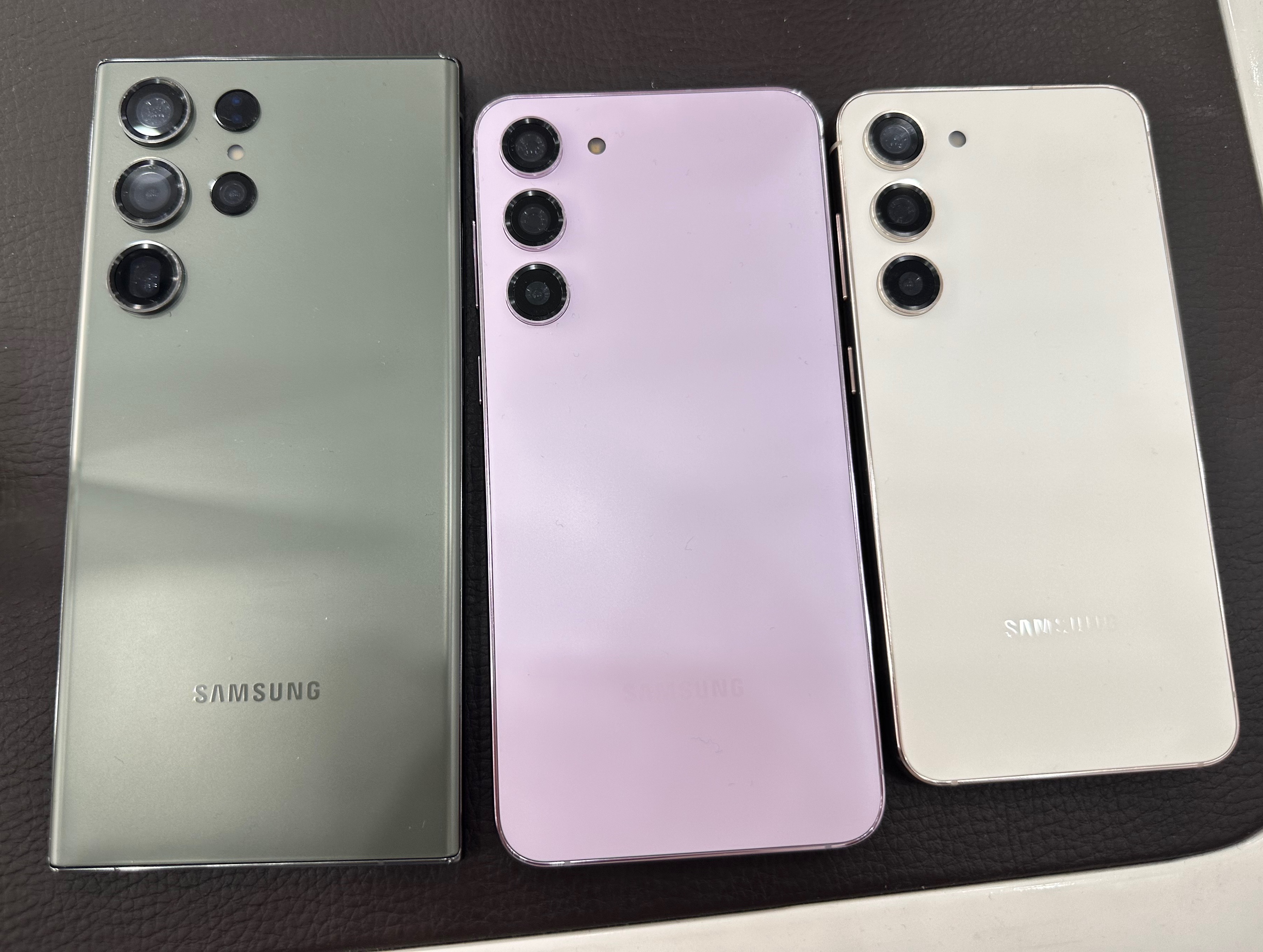
Les 3 versions : S23 Ultra, S23+ et S23 (vue arrière).
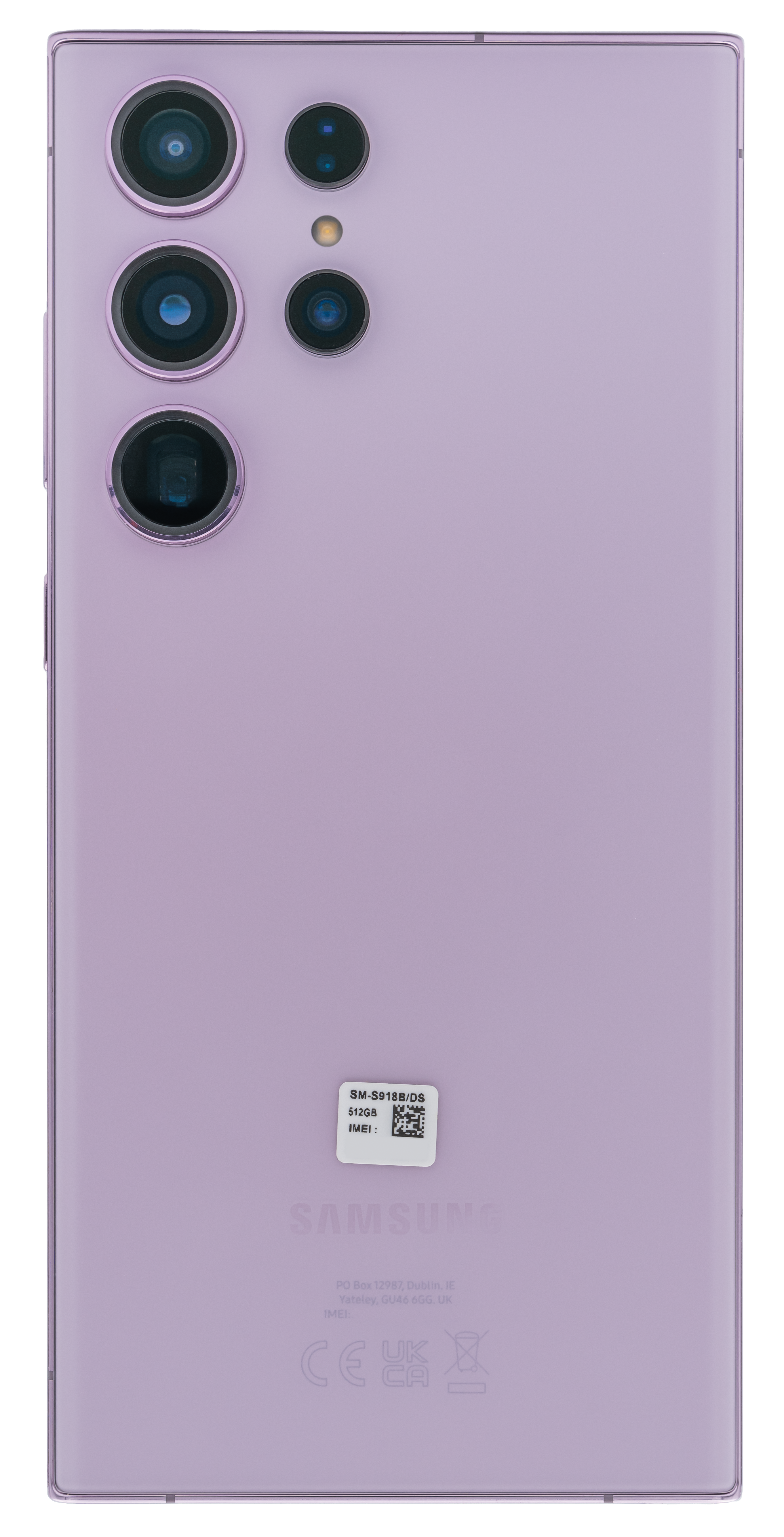
Galaxy S23 Ultra (vue arrière).
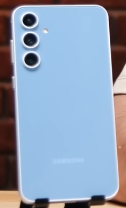
Galaxy S23 FE (vue arrière).

## Fin de commercialisation
Après l'annonce du Samsung Galaxy S24 le S23 Ultra cesse d'être commercialisé après l'écoulement des stocks.

## En Inde
Le Samsung Galaxy S23 est produit en Inde pour le marché local.
Après la sortie du Samsung Galaxy S24 puis du Samsung Galaxy S25, le Samsung Galaxy S23 est toujours commercialisé,.

## Héritage
Son design est repris par des Samsung Galaxy A en 2023,, ainsi que par les Samsung Galaxy S24 et Samsung Galaxy S25.